# Paul Schollaert
Paul Schollaert (* 15. November 1940 in Hasselt) ist ein belgischer Komponist, Chorleiter und Priester.

## Leben
Paul Schollaert  war bereits während seines Studiums der Theologie, in der Zeit von 1958 bis 1964 an den Seminaren von Sint-Truiden und Lüttich, als Chordirigent und Organist aktiv. Zur gleichen Zeit studierte er am Lütticher Konservatorium und wurde dort vor allem durch seinen Lehrer Pierre Froidebise beeinflusst. Von 1964 bis 1969 studierte er am Lemmensinstitut in Mechelen, bzw. Löwen, damals Hochschule für Kirchenmusik, wo er ein Diplom als Musikpädagoge erhielt. Ab 1968 arbeitete Schollaert hauptsächlich als Chordirigent und widmete sich vor allem der Aufführung von größeren Werken Bachs, wie Passionen, Oratorien, Messen und Kantaten. 
1969 wurde er Dozent für Chorleitung, Kirchenmusik und Musikpädagogik am Lemmensinstitut. 1988 übernahm er in Nachfolge von Jozef Joris die Leitung des Institutes, welches unter seiner Leitung zu einer der 8 in Flandern angesiedelten Hochschulen für Musik und Theater wurde. Unter seiner Leitung wurde dem Lemmensinstitut ein Musikgymnasium angegliedert. Nach seiner Pensionierung im Sommer 2005 setzte er seine Arbeit mit dem Hochschulchor fort.
Paul Schollaert hatte großen Einfluss auf die Kirchenmusik im neugegründeten Bistum Hasselt, wo er sich um die Verbreitung neuer liturgischer Gesänge verdient machte. Dies geschah vor allem durch seine Kirchenliedsammlung „Zingt Jubilate“. Außerdem war er lange Zeit Vorsitzender der nationalen Chorvereinigung „Het Madrigaal“. In Zusammenarbeit mit dem Verlag „Musicierende Jeugd“ war er Ko-Autor einer Sammlung volkstümlichen Liedgutes „Lied om Lied“.
Als Komponist schuf er zahlreiche Kinderlieder, Chorwerke, Kirchenlieder, Werke für Orff-Instrumentarium und die Prozessionsmusik für den „Virga-Jesse Ommegang“, der alle sieben Jahre in Hasselt stattfindet.

## Quelle
- Thierry Levaux et al.: Dictionnaire des compositeurs de Belgique du Moyen Age à nos jours. Art in Belgium, Brüssel 2006, ISBN 2-930338-37-7

| Personendaten    | Personendaten                       |
| ---------------- | ----------------------------------- |
| NAME             | Schollaert, Paul                    |
| KURZBESCHREIBUNG | belgischer Komponist und Chorleiter |
| GEBURTSDATUM     | 15. November 1940                   |
| GEBURTSORT       | Hasselt                             |